# Panamericana de Teleeducación
Panamericana de Teleeducación fue un canal de televisión abierta peruano, creado por Panamericana Televisión, en convenio con la Universidad de Lima. Anteriormente el canal fue ocupado por Panamericana Televisión y actualmente es ocupado por Global Televisión.

## Historia

### Antecedentes
Genaro Delgado Brandt fundó en 1953 la Empresa Radiodifusora Panamericana S.A. Posteriormente las gestiones Parker terminan la instalación de una de las primeras emisoras de televisión.
Genaro obtuvo un crédito de la empresa transnacional Philips, luego se asoció financieramente con Don Isaac R. Lindley Stopphanie, quienes después de asociarse también con Goar Mestre el 21 de julio de 1957 se inauguran dos sociedades: Panamericana Televisión S.A. (televisión) y Producciones Panamericana S.A. (programas de televisión).
Panamericana Televisión fue integrada por Genaro y Héctor Delgado Parker, la Empresa Difusora Radio-Televisión, S.A. Isaac Lindley Stopphanie y su hijo Isaac Lindley Taboada. Mientras que Producciones Panamericana S.A. fue integrada además de Genaro y Héctor, el grupo empresarial de Goar Mestre, Manuel Ulloa Elías y la CBS. Luego sería el Estado quién había concedido con anterioridad la frecuencia entre 210 y 216 MHz, Canal 13 en Lima a la Empresa Radiodifusora Panamericana S.A., que luego cedió sus derechos a Panamericana Televisión S.A.
Panamericana Televisión Inició sus transmisiones de manera oficial el 16 de octubre de 1959 (OBXY - TV Canal 13). En 1965, dicho canal cambia de frecuencia al canal 5 (OAY-4A).

### Lanzamiento y cierre
Panamericana Televisión y la Universidad de Lima fundan el canal Panamericana de Teleeducación. su programación se basaba en programas educativos universitarios. En 1964 se estrenó La telescuela, con la colaboración de la Misión de Lima del Arzobispado.
El canal de televisión cesó sus transmisiones cuando se cayó la antena que permitía la emisión de los programas del canal a raíz del terremoto ocurrido en la mañana del 3 de octubre de 1974. Este incidente no fue solucionado ni por Panamericana TV, que en aquel momento no estaba en muy buena posición dada la expropiación de los medios por la dictadura, ni por la Universidad de Lima. Luego en 1983, se realizó una campaña publicitaria con el fin de anunciar el reinicio de las operaciones del canal para 1984, la cual nunca se concretó.
Entre fines de 1985 y comienzos de 1986, la sociedad Empresa Radiodifusora Univision S.A. inicia pruebas en el Canal 13. Luego, por problemas en la importación de sus equipos, el Gobierno le retiró la licencia de televisión, para asignársela a Empresa Radiodifusora 1160 S.A. en 1989, la cual operaba una estación en el canal 33 UHF de Lima (Stereo 33). De esta manera, esta última estación se traslada al canal 13 VHF. Tiempo después, cambia de nombre a Global Televisión.